# سوزان شارلوته
سوزان شارلوته (بالإنجليزية: Susan Charlotte)‏ هي كاتبة سيناريو أمريكية، ولدت في 30 نوفمبر 1954 في نيويورك في الولايات المتحدة.

## وصلات خارجية
- سوزان شارلوته على موقع IMDb (الإنجليزية)